# Australoecia atlantica
Australoecia atlantica is een mosselkreeftjessoort uit de familie van de Pontocyprididae. De wetenschappelijke naam van de soort is voor het eerst geldig gepubliceerd in 1977 door Maddocks.